# Folkets hus teater
För Folkets hus teater i Göteborg, se Folkteatern, Göteborg.
Folkets hus teater var en teater med adressen Barnhusgatan först 18–19 sedan 12–14 vid Norra Bantorget i Stockholm. 
Själva byggnaden restes 1901 med invigning i december men det var först 1910 som en sal omgjordes till teatersalong, med platser för 731 personer. Teatern arrenderades av Oscar Wennersten som även skrev revyer och annat som uppfördes på scenen. Mellan 1917 och 1920 drevs teatern av Skådebanan under namnet Folkets teater. På 1920-talet drevs teatern av teatermannen Björn Hodell. 1932 tog Ragnar Klange över ledarskapet och blev kvar till 1954 då teaterverksamheten upphörde. 
Den dåvarande byggnaden revs 1955 för att ge plats åt nya Folkets hus och Stockholms Stadsteater.

## Uppsättningar

### 1906-1917
| År   | Produktion                                                      | Upphovsmän                                       | Regi               | Noter |
| ---- | --------------------------------------------------------------- | ------------------------------------------------ | ------------------ | --- |
| 1906 | Fällan                                                          |                                                  |                    | |
| 1906 | Fabriksflickan                                                  | Johann Nestroy                                   |                    | |
| 1907 | Hårda sinnen                                                    | Frans Hodell                                     |                    | |
| 1908 | Arbetarens hustru                                               | Minna Canth Översättning Hedvig Raa-Winterhjelm  |                    | Premiär 2 maj 1908 Fru Lind, Emmy Raymond-Albiin, Herr Fahlstedt, Arthur Robertson |
| 1908 | Timmerflottarne                                                 | Teuvo Pakkala                                    |                    | Premiär 29 augusti 1908 Herr Fahlstedt, Arthur Robertson, Karl Nyman, John Sondell, Alfred Scheurling, Magnus Ringh, Frida Dahlskog, Seth Nilsson, Elisabeth Sontag, Lizzi Sondell, Anders Bengtsson, William Mattsson, Karl Gustafsson, Hildegard Utter, Emmy Raymond-Albiin, Julia Cæsar, Ragnhild Peters   |
| 1908 | Himmel och underjord                                            | Frans Hodell                                     |                    | Premiär 26 september 1908 Seth Nilsson, Herr Fahlstedt, Arthur Robertson, Karl Nyman, Magnus Ringh, Anders Bengtsson, John Sondell, Karl Gustafsson, Julia Cæsar, Elisabeth Sontag, William Mattsson, Emmy Raymond-Albiin, Frida Dahlskog, Alfred Scheurling, Lizzi Sondell, Hildegard Utter, Ragnhild Peters |
| 1908 | I bohuslänska skärgården                                        | Oscar Wennersten                                 |                    | Premiär 28 november 1908 Herr Fahlstedt, Arthur Robertson, Karl Nyman, John Sondell, Alfred Scheurling, Otto André, Frida Dahlskog, Seth Nilsson, Elisabeth Sontag, Lizzi Sondell, Anders Bengtsson, William Mattsson, Karl Gustafsson, Hildegard Utter, Emmy Raymond-Albiin, Julia Cæsar, Ragnhild Peters    |
| 1909 | Här ska' kontrolleras, eller Svenska folkets gårdsfest, revy    | Oscar Wennersten och Karl Gustafsson             |                    | Premiär 1 januari 1909 Julia Cæsar |
| 1909 | En vildsint älskare                                             |                                                  |                    | Premiär 9 januari 1909 Alfred Scheurling, Hildegard Utter, Elisabeth Sontag, Seth Nilsson |
| 1909 | Stiliga Agusta                                                  | Gustaf af Geijerstam                             |                    | Premiär 6 mars 1909 John Sondell, Emmy Raymond-Albiin, Lizzi Sondell, Seth Nilsson |
| 1910 | Ensam                                                           | Alfhild Agrell                                   |                    | Premiär 13 augusti 1910 |
| 1910 | Kronbruden                                                      | August Strindberg                                |                    | Premiär 27 augusti 1910 |
| 1910 | Gillets hemlighet                                               | August Strindberg                                | Oscar Wennersten   | Premiär 24 september 1910 Scenografi Carl Grabow |
| 1910 | Bröllopet på Solö                                               | Oscar Wennersten                                 |                    | Premiär 9 oktober 1910 |
| 1910 | Sankte Per och bohuslänningarna                                 | Oscar Wennersten                                 | Oscar Wennersten   | Premiär 22 oktober 1910 Scenografi Carl Grabow |
| 1910 | Släkta ä värst                                                  | Nanna Wallensteen                                |                    | Premiär 10 december 1910 |
| 1911 | På villovägar, revy                                             | Oscar Wennersten                                 | Oscar Wennersten   | Premiär 1 januari 1911 Scenografi Carl Grabow |
| 1911 | Jeppe på berget Jeppe paa Bierget                               | Ludvig Holberg                                   |                    | Premiär 8 april 1911 |
| 1911 | Lars Anders och Jan Anders och deras barn                       | Gustaf af Geijerstam                             |                    | Premiär 2 september 1911 |
| 1911 | Hoppet                                                          | Hermann Heijermann                               |                    | Premiär 7 oktober 1911 |
| 1911 | Vackre Nicodemus                                                | Oscar Wennersten                                 | Oscar Wennersten   | Premiär 4 november 1911 Scenografi Carl Grabow |
| 1911 | Kungen av Klockgjutargränd                                      | Oscar Wennersten                                 |                    | Premiär 5 december 1911 |
| 1911 | Stockholm nattetid                                              |                                                  |                    | Premiär 16 december 1911 |
| 1911 | Värmlänningarna                                                 | Fredrik August Dahlgren                          |                    | Premiär 30 december 1911 |
| 1912 | Sherlock Holmes                                                 | Oscar Wennersten                                 | Jean Claesson      | Premiär 1 januari 1912 Scenografi Carl Grabow |
| 1912 | Kronbruden                                                      | August Strindberg                                |                    | Premiär 22 januari 1912 |
| 1912 | Tatlows hemlighet The Middleman                                 | Henry Arthur Jones                               |                    | Premiär 9 mars 1912 |
| 1912 | Påsk                                                            | August Strindberg                                |                    | Premiär 24 mars 1912 |
| 1912 | Bröllopet på Solö                                               | Oscar Wennersten                                 |                    | Premiär 2 april 1912 |
| 1912 | Pariserpojken Le gamin de Paris                                 | Jean-François Bayard och Émile Louis Vanderburch |                    | Premiär 20 april 1912 |
| 1912 | En söndag i Amager En Søndag på Amager                          | Johanne Luise Heiberg                            |                    | Premiär 20 april 1912 |
| 1912 | Fröken Julie                                                    | August Strindberg                                |                    | Premiär 1 maj 1912 Manda Björling, August Falck, Sascha Sjöström |
| 1912 | Svärmor kommer Pastor Jussilainen                               | Gustaf von Numers                                |                    | Premiär 24 augusti 1912 Gästspel av Svenska Teatern, Helsingfors |
| 1912 | Hin och smålänningen                                            | Frans Hedberg                                    |                    | Premiär 21 september 1912 Erik Berglund, Seth Nilsson |
| 1912 | En stockholmsflicka                                             | Oscar Wennersten                                 |                    | Premiär 19 oktober 1912 Anna Norling, Lizzie Sondell, Erik Berglund, John Sondell, Erik Brandt, Pierre Fredriksson, herr Robertsson, Carl Ericson, herr Forslund, Elsa Berglund Scenografi Carl Grabow |
| 1913 | Den förtrollade telefonen, eller Ringer man så svarar dom, revy | Oscar Wennersten och Axel Engdahl                |                    | Premiär 1 januari 1913 Erik Berglund Scenografi Carl Grabow |
| 1913 | En fiffig spekulation                                           | Frans Hedberg                                    |                    | Premiär 20 mars 1913 |
| 1913 | I bohuslänska skärgården                                        | Oscar Wennersten                                 |                    | Premiär 5 april 1913 Scenografi Carl Grabow |
| 1913 | Värmlänningarna                                                 | Fredrik August Dahlgren                          |                    | Premiär 6 april 1913 |
| 1913 | Sherlock Holmes                                                 | Oscar Wennersten                                 | Jean Claesson      | Premiär 12 april 1913 William Larsson Scenografi Carl Grabow |
| 1913 | Bröderna Östermans huskors                                      | Oscar Wennersten                                 |                    | Premiär 30 augusti 1913 Scenografi Carl Grabow |
| 1914 | Vårt nya Stockholm, revy                                        | Oscar Wennersten                                 |                    | Premiär 1 januari 1914 Scenografi Carl Grabow |
| 1914 | Våra fäders jord Fædrenes Jord                                  | Martha Ottosen                                   | Otto Malmberg      | Premiär 14 mars 1914 Scenografi Carl Grabow |
| 1914 | Per Olsson och hans käring                                      | Gustaf af Geijerstam                             |                    | Premiär 24 mars 1914 |
| 1914 | Skandalen på Kråkö                                              | Oscar Wennersten                                 |                    | Premiär 5 september 1914 |
| 1914 | Flickorna på Söder                                              | Oscar Wennersten                                 | Uno Brander        | Premiär 14 november 1914 Scenografi Carl Grabow |
| 1915 | Det var i Kungsträdgår'n, revy                                  | Oscar Wennersten och Axel Engdahl                |                    | Premiär 1 januari 1915 Scenografi Carl Grabow |
| 1915 | Hemsöborna                                                      | August Strindberg                                |                    | Premiär 25 mars 1915 |
| 1915 | Den fula gåsungen                                               | Oscar Wennersten                                 | Alfred Lundberg    | Premiär 28 augusti 1915 Scenografi Carl Grabow |
| 1915 | Garvar-Olle                                                     | Harald Leipziger                                 |                    | Premiär 23 oktober 1915 Scenografi Carl Grabow |
| 1915 | Öregrund-Östhammar                                              | Selfrid Kinmanson                                |                    | Premiär 11 december 1915 |
| 1916 | Den gröna papegojan, revy                                       | Oscar Wennersten och Axel Engdahl                |                    | Premiär 1 januari 1916 |
| 1916 | Midsommar                                                       | August Strindberg                                |                    | Premiär 8 oktober 1916 Scenografi Carl Grabow |
| 1916 | Bergmans kryddbod                                               | Oscar Wennersten                                 |                    | Premiär 28 oktober 1916 Scenografi Carl Grabow |
| 1917 | Under blommande hägg och syrén, revy                            | Oscar Wennersten                                 |                    | Premiär 1 januari 1917 Scenografi Carl Grabow |
| 1917 | Uppståndelse Воскресение, Voskresenie                           | Lev Tolstoj                                      | Pierre Fredriksson | Premiär 1 maj 1917 William Larsson, Margareta Sachs, Pierre Fredriksson, Tekla Borg |
| 1917 | Pariserpojken Le gamin de Paris                                 | Jean-François Bayard och Émile Louis Vanderburch |                    | Premiär 17 maj 1917 |
| 1917 | Svärmor kommer Pastor Jussilainen                               | Gustaf von Numers                                |                    | Premiär 22 maj 1917 |
| 1917 | Vävarna Die Weber                                               | Gerhart Hauptmann                                | William Larsson    | Premiär 28 maj 1917 |

### Folkets teater, 1917-1920
| År   | Produktion                             | Upphovsmän                                                      | Regi           | Noter |
| ---- | -------------------------------------- | --------------------------------------------------------------- | -------------- | --- |
| 1917 | Uppgörelsens timme Die ledige Mutter   | Paul Zoder                                                      | Hjalmar Peters | Premiär 1 september 1917 Scenografi Manne Hallergren |
| 1917 | 500 procent                            | Egill Rostrup och Johannes Anker Larsen                         | Hjalmar Peters | Premiär 24 september 1917 Scenografi Manne Hallergren |
| 1917 | Morbrors pojke                         | William Lorentzen                                               | Hjalmar Peters | Premiär 7 oktober 1917 |
| 1917 | Hobsons dilemma Hobson's Choice        | Harold Brighouse                                                | Hjalmar Peters | Premiär 17 november 1917 Scenografi Manne Hallergren |
| 1917 | Åkare Henschel Fuhrmann Henschel       | Gerhart Hauptmann                                               | Hjalmar Peters | Premiär 12 december 1917 Scenografi Manne Hallergren |
| 1917 | Panelhöns                              | Oscar Blumenthal och Gustav Kadelburg                           | Hjalmar Peters | Premiär 19 december 1917 |
| 1917 | Österlunds Hanna                       | Frans Hedberg                                                   | Uno Brander    | Premiär 21 december 1917 |
| 1917 | Baldevins bröllop Baldevins bryllup    | Vilhelm Krag                                                    | Uno Brander    | Premiär 23 december 1917 |
| 1917 | Lurifax och Spjuver                    | Walter Stenström                                                |                | Premiär 26 december 1917 |
| 1918 | Lyckobarnet                            | Max Reimann och Otto Schwartz                                   |                | Premiär 19 januari 1918 |
| 1918 | Kronofogdarne eller Slåtterölet        | Carl Envallsson och Johan David Zander                          |                | Premiär 1 mars 1918 |
| 1918 | De svagas förbund Bund fun di shvakhe  | Sholem Asch                                                     | Hjalmar Peters | Premiär 16 mars 1918 Scenografi Manne Hallergren |
| 1918 | Malenas bröllop Rasmines bryllup       | Axel Frische och Robert Schönfeld                               | Hjalmar Peters | Premiär 28 mars 1918 Scenografi Manne Hallergren |
| 1918 | En kärlekssaga från Västkusten         | Nanna Wallensteen                                               | Hjalmar Peters | Premiär 11 maj 1918 |
| 1918 | Panelhöns                              | Oscar Blumenthal och Gustav Kadelburg                           | Hjalmar Peters | Premiär 31 augusti 1918 Charley Paterson, Knut Pehrson, Robert Johnsson-Carlowitz, Margot Adolphson, Svea Peters, Gerhard Johnsson, Mary Johnson, Wictor Hagman, John Wallin, Rupert Johansson, Erik Forslund, Eddy Gumpert |
| 1918 | Dyckerpotts arvingar Dyckerpotts Erben | Robert Grötsch                                                  | Hjalmar Peters | Premiär 21 september 1918 |
| 1918 | Morgongryning                          | Hjalmar Meidell                                                 | Hjalmar Peters | Premiär 11 oktober 1918 |
| 1918 | Flickornas Alfred Pigernes Alfred      | Egill Rostrup och Johannes Anker Larsen                         | Paul Grosser   | Premiär 27 oktober 1918 |
| 1919 | Skomakarprinsessan                     | Walter Stenström                                                | Hjalmar Peters | Premiär 1 januari 1919 |
| 1919 | Gamla Gästis Gamle Postgaard           | Axel Frische och Henrik Malberg                                 | Hjalmar Peters | Premiär 5 mars 1919 |
| 1919 | Hin och smålänningen                   | Frans Hedberg                                                   | Hjalmar Peters | Premiär 5 april 1919 Scenografi Hjalmar Peters |
| 1919 | Zigenarkärlek                          | Hermann Sudermann                                               |                | Premiär 8 april 1919 |
| 1919 | Den falska amerikanskan                | Allan Lippe                                                     |                | Premiär 17 maj 1919 Knut Schärlund, Ernst Runnquist, Carl Kihlman |
| 1919 | Skåningarna                            | August Nilsson                                                  | Ernst Engborg  | Premiär 20 september 1919 Scenografi Elias Johansson |
| 1919 | Miljonär för en dag                    | Fredrik Lindholm                                                | Ernst Engborg  | Premiär 25 oktober 1919 |
| 1919 | Portvaktens dotter Portnerens Datter   | Olga Hansen-Ott                                                 | Ernst Engborg  | Premiär 29 november 1919 |
| 1920 | Resan till Kina Le Voyage en Chine     | Eugène Labiche och Alfred Delacour Översättning Hinke Bergegren |                | Premiär 10 januari 1920 Hildi Lindgren, Tor Weijden, Sven Ingels, Bruno Säfbom Scenografi Elias Johansson |
| 1920 | Ljugare-Lars på Sanningsvallen         | Fredrik Lindholm                                                |                | Premiär 31 januari 1920 |
| 1920 | Tattare                                | Oscar Wennersten                                                |                | Premiär 6 mars 1920 |
| 1920 | Monarkens överman                      | Henning Ohlsson                                                 | Ernst Engborg  | Premiär 27 mars 1920 |
| 1920 | Rösta med de moderat-liberala          | Hinke Bergegren                                                 |                | Premiär 1 september 1920 |

### 1920-1922
| År   | Produktion                 | Upphovsmän                          | Regi             | Noter                                                |
| ---- | -------------------------- | ----------------------------------- | ---------------- | ---------------------------------------------------- |
| 1920 | Tok-Lars                   | Albin Erlandzon                     | Algot Gunnarsson | Premiär 11 september 1920 Scenografi Elias Johansson |
| 1920 | Stormyrtösen               | Hjalmar Selander och Peter Fristrup |                  | Premiär 16 oktober 1920                              |
| 1920 | Gubben Johansson           | Björn Hodell                        |                  | Premiär 20 november 1920                             |
| 1921 | Kronbruden                 | August Strindberg                   | Oscar Wennersten | Premiär 3 september 1921                             |
| 1921 | Bröderna Östermans huskors | Oscar Wennersten                    |                  | Premiär 16 oktober 1921                              |
| 1921 | Värmlänningarna            | Fredrik August Dahlgren             |                  | Premiär 19 november 1921                             |
| 1921 | Bergmans kryddbod          | Oscar Wennersten                    |                  | Premiär 3 december 1921                              |
| 1922 | Den trådlösa, revy         | Oscar Wennersten                    |                  | Premiär 1 januari 1922 Scenografi Carl Grabow        |
| 1922 | Sven Svensson              | Oscar Wennersten                    |                  | Premiär 28 januari 1922 Scenografi Carl Grabow       |

### Björn Hodell, 1922-1929
| År   | Produktion                                             | Upphovsmän                                       | Regi                          | Noter |
| ---- | ------------------------------------------------------ | ------------------------------------------------ | ----------------------------- | --- |
| 1922 | Samhällets olycksbarn                                  | Björn Hodell                                     | Albert Ståhl                  | Premiär 9 september 1922 |
| 1922 | Den gamla mangeln                                      | Emil Norlander                                   | Albert Ståhl                  | Premiär 7 oktober 1922 |
| 1922 | Gatpojken En Vesterbrodreng                            | Christian Gjerløv                                | Albert Ståhl                  | Premiär 11 november 1922 |
| 1922 | Österlunds Hanna                                       | Frans Hedberg                                    | Albert Ståhl                  | Premiär 6 december 1922 |
| 1923 | Spel ut                                                | Karl-Ewert                                       | Albert Ståhl                  | Premiär 1 januari 1923 |
| 1923 | Charleys tant Charley's Aunt                           | Brandon Thomas                                   |                               | Premiär 12 maj 1923 |
| 1923 | Janssons frestelse                                     | Sigurd Wallén                                    | Algot Gunnarsson              | Premiär 1 september 1923 |
| 1923 | Pengar som gräs, revy                                  | Frans Hodell                                     |                               | Premiär 29 september 1923 Scenografi Carl Grabow och Gustaf Collijn |
| 1923 | Fabrikstösen                                           | Knud Lumbye                                      | Algot Gunnarsson              | Premiär 24 oktober 1923 |
| 1924 | Farbror ritar och berättar, revy                       | Karl-Ewert och Svasse Bergqvist                  |                               | Premiär 1 januari 1924 |
| 1924 | Hattmakarns bal                                        | Selfrid Kinmanson                                | Ernst Brunman                 | Premiär 30 augusti 1924 |
| 1924 | Frimurarebarnen                                        | Oscar Wennersten                                 | Arvid Petersén                | Premiär 11 oktober 1924 |
| 1924 | När byskräddaren och byskomakaren gifte bort sin pojke | Björn Hodell                                     | Arvid Petersén                | Premiär 20 oktober 1924 |
| 1925 | Dit går vi, revy                                       | Karl-Ewert och Svasse Bergqvist                  | Arvid Petersén                | Premiär 1 januari 1925 Scenografi Carl Grabow |
| 1925 | Anderssonskan och hennes dotter                        | Arvid Englind och Björn Hodell                   | Algot Gunnarsson              | Premiär 5 september 1925 |
| 1925 | N:o 66                                                 | Verner Nielsen                                   | Algot Gunnarsson              | Premiär 7 oktober 1925 Scenografi Carl Grabow och Gustaf Collijn |
| 1925 | Den vita demonen                                       | Otto Hellkvist och Fred Winter                   |                               | Premiär 11 november 1925 |
| 1926 | Hela Stockholm, revy                                   | Svasse Bergqvist                                 | Björn Hodell Algot Gunnarsson | Premiär 1 januari 1926 Scenografi Max Ettler |
| 1926 | Doktor Långben                                         | Gösta Stevens                                    | Algot Gunnarsson              | Premiär 4 september 1926 |
| 1926 | Styrman Karlssons bröllopsresa                         | Björn Hodell                                     | Björn Hodell                  | Premiär 2 oktober 1926 |
| 1927 | Från mun till mun, revy                                | Svasse Bergqvist "& Co.", Karl-Ewert (kupletter) | Björn Hodell                  | Premiär 1 januari 1927 Scenografi Max Ettler och Ossian Elgström, Kapellmästare Curt Ekeroth, Koreografi Sven Tropp Nita Hårleman, Thor Modéen, Ellen Karlsson, Gustaf Lövås, Ruth Weijden, Algoth Gunnarsson, Svea Bergstedt, Greta Österberg, Lily Höglund, Margareta Schönström, Eric Magnusson, Inga Gundberg, Karin Lindkvist, Maj Eklund, Margit Kåhrman, Irma Leoni, Harry Ahlin, Lili Gunnarsson, Ragnar Klange, Ragna Bro, Rupert Johansson, Margit Wåhlander, John Borgman |
| 1927 | Ta trapporna, revy                                     | Björn Hodell och John Botvid                     |                               | Premiär 3 september 1927 |
| 1927 | Styrman Karlssons bröllopsresa                         | Björn Hodell                                     | Björn Hodell                  | Premiär 8 oktober 1927 |
| 1928 | Sådan är du, revy                                      | Karl-Ewert och John Botvid                       | Björn Hodell Carl Hagman      | Premiär 1 januari 1928 Scenografi Charles Larsson, Kapellmästare Sven Helin Nita Hårleman, Algoth Gunnarsson, Gustaf Lövås, Irma Leoni, Harry Ahlin, Carl Hagman, Julia Cæsar, Karin Ygberg, Alice Skoglund, Lili Gunnarsson, Lasse Krantz, Sonja Claesson, Jean de Lande, Maj Eklund, Karin Lindblad, Inga Gundberg, Annie Carling, Greta Österberg |
| 1928 | Yon Yonson                                             | Algot Sandberg                                   |                               | Premiär 8 september 1928 |
| 1928 | Anderssonskans Kalle reser jorden runt                 | Emil Norlander                                   |                               | Premiär 12 oktober 1928 |
| 1928 | Knock out                                              | Åbergsson                                        | Sigurd Wallén                 | Premiär 10 november 1928 |
| 1929 | Du och jag, revy                                       | Thor Modéen och John Botvid                      | Thor Modéen                   | Premiär 1 januari 1929 Scenografi Erik Dahlin och Alexander Bako |

### 1929-1932
| År   | Roll                                                          | Produktion                                                                                   | Regi                 | Teater |
| ---- | ------------------------------------------------------------- | -------------------------------------------------------------------------------------------- | -------------------- | --- |
| 1929 | Lise-Lotte Arme Ritter                                        | Walter Kollo, Günther Bibo, Kurt Schwabach                                                   | Oskar Textorius      | Premiär 14 september 1929 Scenografi Sandro Malmquist |
| 1929 | Flickan från paradiset                                        | Henning Ohlsson                                                                              | Oskar Textorius      | Premiär 26 oktober 1929 Scenografi Sandro Malmquist |
| 1929 | Kyska Susanna Die keusche Susanne                             | Jean Gilbert                                                                                 | Oskar Textorius      | Premiär 9 november 1929 |
| 1930 | Här fattas inga fel, revy                                     | Berco                                                                                        | Oskar Textorius      | Premiär 1 januari 1930 Scenografi Sandro Malmquist |
| 1930 | Skeppargatan 40                                               | Algot Sandberg                                                                               |                      | Premiär 5 april 1930 |
| 1930 | Söderlundskans flickor Lene, Lotte, Liese – Josefines Töchter | Jean Gilbert, Georg Okonkowski och Robert Gilbert Översättning Nalle Halldén och S.S. Wilson | Elis Ellis           | Premiär 27 september 1930 |
| 1931 | De' e' mina tag, revy                                         | John Botvid                                                                                  | Elis Ellis           | Premiär 1 januari 1931 |
| 1931 | Andersson, Pettersson och Lundström                           | Frans Hodell                                                                                 |                      | Premiär 21 mars 1931 |
| 1931 | En hushållerska på recept                                     | Ragnar Holmström                                                                             | Per Lindberg         | Premiär 4 april 1931 |
| 1931 | Ringlinjen                                                    | Henning Ohlsson                                                                              |                      | Premiär 19 september 1931 Scenografi Alexander Bako |
| 1931 | Kamrat i vapenrocken                                          | Otto Groothoff                                                                               | Gösta Lycke          | Premiär 10 oktober 1931 |
| 1932 | Skojarnas paradis                                             | Alexander Engel och Julius Holst                                                             | Gösta Lycke          | Premiär 16 januari 1932 |
| 1932 | Jag gifta mig – aldrig                                        | Ernst Fastbom                                                                                | Ernst Fastbom        | Premiär 16 februari 1932 Ruth Weijden, Nita Hårleman, Harriette Fastbom, Algot Gunnarsson, Gösta Lycke, Eric Magnusson, Einar Bryhme, Lili Gunnarsson, Gunvor Blomqvist, Einar Fagstad, Millan Olsson, Rupert Johansson |
| 1932 | Skomakarmiljonären                                            | Ernst Leander Berger                                                                         | Ernst Leander Berger | Premiär 5 mars 1932 Ernst Leander Berger, Ruth Weijden, Einar Fagstad, Rachel Nilsson, Algot Gunnarsson, Einar Bryhme, Eric Bergman                                                                                     |

### Ragnar Klange, 1932-1954
| År   | Produktion                                    | Upphovsmän                                                        | Regi             | Noter |
| ---- | --------------------------------------------- | ----------------------------------------------------------------- | ---------------- | --- |
| 1932 | Stiliga Augusta                               | Gustaf af Geijerstam                                              | Ernst Fastbom    | Premiär 24 september 1932 |
| 1932 | Priffe                                        | Paul Grosser                                                      | Paul Grosser     | Premiär 29 oktober 1932 |
| 1933 | Folkets gröna ängar, revy                     | Åke Söderblom, Herr Dardanell, Sten Axelson, Gösta Chatham        | Ragnar Klange    | Premiär 1 januari 1933 |
| 1933 | Vackra Sissi, eller Kärlek U.P.A.             | Gideon Wahlberg                                                   | Ragnar Klange    | Premiär oktober 1933 |
| 1933 | Lyckosparken                                  | Gustaf H. Lundberg                                                | Ragnar Klange    | Premiär 7 oktober 1933 |
| 1933 | Skärgårdsflirt                                | Gideon Wahlberg                                                   | Ragnar Klange    | Premiär 21 oktober 1933 |
| 1934 | Här dansar folket, revy                       | Åke Söderblom                                                     | Ragnar Klange    | Premiär 1 januari 1934 Scenografi Evert Myhrman |
| 1934 | I desssa tider Selv i disse tider             | Finn Bø                                                           | Ernst Fastbom    | Premiär 6 oktober 1934 |
| 1935 | Folkets palett, revy                          | Ragnar Klange                                                     |                  | Premiär 1 januari 1935 |
| 1935 | Alle man på däck Alle Mand paa Dæk            | Axel Frische och Fleming Lynge                                    | Ragnar Klange    | Premiär 5 oktober 1935 |
| 1936 | Heja folket, revy                             | Harry Iseborg och Nisse Berggren                                  | Ragnar Klange    | Premiär 1 januari 1936 |
| 1936 | 65, 66 och jag 65, 66 og Mig                  | Axel Frische                                                      | Ragnar Klange    | Premiär 3 oktober 1936 |
| 1937 | Folket i bild, revy                           |                                                                   | Ragnar Klange    | Premiär 1 januari 1937 |
| 1937 | Här kommer jag Den mandlige husassistent      | Axel Frische och Fleming Lynge Översättning Guido Valentin        | Ragnar Klange    | Premiär 2 oktober 1937 Richard Lindström, Maj-Lis Lüning, Inga-Bodil Vetterlund, Anna Norling, Karl-Magnus Thulstrup, Nils Poppe, Gustaf Lövås, Eivor Engelbrektsson, Sven Melin, Käte Schnitzer, Siri Olson, Rut Holm, Carl Ericson, Victor Hagman, Sigge Fürst, Douglas Håge, Rupert Johansson                      |
| 1938 | På kryss med folket, revy                     | Ragnar Klange                                                     | Ragnar Klange    | Premiär 1 januari 1938 |
| 1938 | Herr husassistenten Den mandlige husassistent | Axel Frische och Fleming Lynge                                    | Ragnar Klange    | Premiär 8 oktober 1938 |
| 1939 | Folket av i dag, revy                         | Gösta Rybrant och Charles Henry                                   | Ragnar Klange    | Premiär 1 januari 1939 Scenografi Evert Myhrman |
| 1939 | Gamla bekanta                                 | Alf Henrikson                                                     | Ragnar Klange    | Premiär 7 oktober 1939 Scenografi Evert Myhrman |
| 1940 | Folket – De' ä' vi de', revy                  | Gösta Rybrant och Charles Henry                                   | Ragnar Klange    | Premiär 1 januari 1940 Scenografi Evert Myhrman |
| 1940 | Kronregn, cabaret                             | Gustafsson                                                        |                  | Premiär 27 oktober 1940 Gästspel av Försvarsstabens fältteater |
| 1941 | Hatten av för folket, revy                    | Einar Molin, Gardar Sahlberg och Henry Charles                    | Ragnar Klange    | Premiär 1 januari 1941 Gästspel av Dramatikerstudion |
| 1941 | Kronregn, revy                                | Calle Borg                                                        | Calle Borg       | Premiär 12 oktober 1941 |
| 1941 | Modern och stjärnan                           | Rudolf Värnlund                                                   | Börje Mellvig    | Premiär 23 oktober 1941 Scenografi Arne Millborg och Börje Mellvig |
| 1941 | Bröderna Östermans huskors                    | Oscar Wennersten                                                  |                  | Premiär 22 november 1941 Emy Hagman, Sigge Fürst, Gustaf Lövås, Douglas Håge |
| 1942 | Leve folket, revy                             | Harry Iseborg och Gardar Sahlberg                                 | Ragnar Klange    | Premiär 1 januari 1942 |
| 1942 | Stockholmare                                  | Guido Valentin                                                    | Sandro Malmquist | Premiär 3 oktober 1942 Scenografi Sandro Malmquist |
| 1943 | Folkets hushåll, revy                         | Harry Iseborg, Karl-Ewert, Fritz Gustaf Sundelöf, Gardar och Esse | Ragnar Klange    | Premiär 1 januari 1943 Gustaf Lövås, Lizzy Stein, Douglas Håge, Tord Bernheim, Sten Meurk, Berndt Westerberg, Gun Bodin, Eva-Lisa Lennartsson, Gerda Landgren, Sten Engborg, Sven Holmberg, Kvartetten Synkopen, Leon Morello, Ann-Loré Koreografi Carl-Gustaf Kruuse af Verchou, Scenografi och kostym Evert Myhrman |
| 1943 | Kärlek och ransonering                        | Gideon Wahlberg                                                   | Ragnar Klange    | Premiär 2 oktober 1943 |
| 1944 | Folket i spegeln, revy                        | Harry Iseborg                                                     | Ragnar Klange    | Premiär 1 januari 1944 Scenografi Stuntz-Peterson |
| 1944 | Hotell Kåkbrinken                             | Sigge Fischer                                                     | Ragnar Klange    | Premiär 7 oktober 1944 |
| 1945 | Folkets husarer, revy                         | Karl-Ewert och Fritz Gustaf                                       | Ragnar Klange    | Premiär 1 januari 1945 Scenografi Evert Myhrman |
| 1945 | Tre trallande sjömän                          | Sigge Fischer                                                     | Ragnar Klange    | Premiär 6 oktober 1945 |
| 1946 | Se folket, revy                               | Stig Bergendorff och Gösta Bernhard                               | Ragnar Klange    | Premiär 1 januari 1946 |
| 1946 | Nytt och gammalt, revy                        |                                                                   | Ragnar Klange    | Premiär 5 oktober 1946 Scenografi Evert Myhrman |
| 1947 | Opp med folket, revy                          | Harry Iseborg, Allan Forss och Nils Bie                           | Ragnar Klange    | Premiär 1 januari 1947 Gustaf Lövås, Sten Meurk, Dagmar Ebbesen, Birgitta Glantz, Berndt Westerberg, Gunnar Ekwall, Irene Berglund, Ivar Sjögren, Jane Antoniazzi |
| 1947 | Nytt och gammalt, revy                        | Ragnar Klange                                                     | Ragnar Klange    | Premiär 22 november 1947 Scenografi Evert Myhrman |
| 1947 | Skådespelaren                                 | Rudolf Värnlund                                                   | Manja Benkow     | Premiär 3 december 1947 Gästspel av Ung teater |
| 1948 | På extrakryss med folket, revy                | Ragnar Klange                                                     |                  | Premiär 1 januari 1948 Sten Meurk, Carl Reinholdz, Emy Hagman, Birgitta Glantz, Lars Rosén, Berndt Westerberg Scenografi Evert Myhrman |
| 1949 | På folkets begäran, revy                      | Allan Forss och Nils Bie                                          | Ragnar Klange    | Premiär 1 januari 1949 Scenografi Evert Myhrman |
| 1949 | Folkets kavalkad, revy                        | Ragnar Klange                                                     |                  | Premiär 26 december 1949 Scenografi Evert Myhrman |
| 1950 | Klang och jubelfinal, revy                    | Ragnar Klange                                                     |                  | Premiär 15 april 1950 |
| 1950 | Ragnarök och efterklang, revy                 |                                                                   |                  | Premiär 22 april 1950 Gästspel av Spårvägens teaterklubb |
| 1954 | I am a camera                                 | John Van Druten                                                   | Parker Ladd      | Premiär 12 mars 1954 Gästspel av Studio A |
| 1955 | Klangerevyn, revy                             | Ragnar Klange                                                     |                  | Premiär 7 februari 1955 Gästspel av Fackliga Central |